# Josie and the Pussycats (Comics)

Logo der Serie

Josie and the Pussycats ist eine US-amerikanische Comicserie des Verlags Archie Comics. Die Reihe handelt von einer fiktiven Mädchen-Band. Sie wurde 1963 von Dan DeCarlo geschaffen. Die Hauptfiguren sind Josie, Melody und Valerie, die gemeinsam als Musikgruppe auftreten und verschiedene Abenteuer erleben.
Die ursprüngliche Serie erschien von 1963 bis 1982 unter wechselnden Titeln („She's Josie“, später „Josie“ und ab 1969 „Josie and the Pussycats“). 2016 und 2017 folgte ein Reboot innerhalb des Archie-Universums.
Bekanntheit erlangte Josie and the Pussycats auch durch die gleichnamige Zeichentrickserie von Hanna-Barbera (1970–1972), einen Realfilm (2001) sowie Auftritte in den Serien Riverdale und Katy Keene.

## Figuren
- Josie: Die rothaarige Bandleaderin, Sängerin und Gitarristin.
- Melody: Blond, Schlagzeugerin, optimistische und etwas naive Figur.
- Valerie: Zunächst als Pepper eingeführt, später als Valerie, Bassistin oder Multiinstrumentalistin, gilt als klug und praktisch veranlagt.
- Nebenfiguren sind u. a. der Manager Alexander, seine Schwester Alexandra sowie Alan M., der Roadie der Band.[2]

## Veröffentlichungen und Adaptionen
- 1963: Einführung im Heft „She's Josie“
- 1969: Umbenennung in „Josie and the Pussycats“
- 1970: Zeichentrickserie von Hanna-Barbera (zwei Staffeln)
- 2001: Josie and the Pussycats (Film)
- Auftritte in verschiedenen Spin-offs des Archie-Universums